# 鎌池和馬
鎌池 和馬（かまち かずま）は、日本のライトノベル作家。男性。ストレートエッジ所属。愛称は「かまちー」。

## 経歴
第9回電撃ゲーム小説大賞に『シュレディンガーの街』を応募、第3次選考まで残るも落選。しかし、応募した作品そのものは担当編集者の三木一馬の目に留まり、後に三木から「書いてみないか？」と連絡を受けて執筆を始める。それから1年ほどの間「武者修行」として何本も試作執筆のやりとりと話し合いを続け、さらに6、7回の改稿を重ねて書き上げた作品『とある魔術の禁書目録』で2004年4月にデビュー。第1巻は当初売れなかった時のリスクを考え、単巻完結のつもりで書いたが、無名の新人としては快挙とされるほど相当売れたとのことで、その後のシリーズ化が決まった。同シリーズはコミカライズ、アニメ化、劇場版などのメディアミックスが行われる人気作となり、シリーズ累計発行部数は電撃文庫史上初の1000万部、2000万部、3000万部を突破している。2016年4月に株式会社ストレートエッジの契約作家となる。2020年7月10日に電撃文庫初となる単一作者による刊行100冊を突破した。
子供のころに小説家の夢を一度断念しており、学生時代も漠然とした将来の夢の中の1つにあっただけで、本気で小説家を志してはいなかったという。中学生くらいの時から少しずつ小説を書き始めたが、当時の作品はどれも途中で終わってしまい一度も完成させておらず、きちんと1から最後まで書き上げるようになったのは高校を卒業するころで、武者修行中の原稿も合わせてデビューまでの作品の数々は自宅に眠っている。

## 人物
著者近影は、ほとんどの場合図形の組み合わせで済ませており、デビュー作では「世界一やる気のない著者近影を目指す期待（ゼロ）の新人作家」と自己紹介した。また、「あとがき」はテンプレート方式を取っている。
顔写真・年齢・その他プロフィールも一切非公開。メディア露出が少なく、作品や執筆に関すること以外で自身について語ることもほとんどない。『とある魔術の禁書目録』イラスト担当のはいむらきよたか曰く鎌池の第一印象は「微妙に体育会系っぽい!?」。また、竹宮ゆゆこは実際に会ってみた感想として「私より年上の人だと思ってましたけど、まさかまだこんなに若い方だったとは…」と語っている。
その謎に包まれた人物像と後述の速筆などの逸話ゆえ、インターネット上では超人的な都市伝説や正体に関する半ば冗談染みた憶測が様々に飛び交っている。
なにをやっても読者の予想通りで、望み通りだけの展開を書いたとしても読者にはすぐに飽きられてしまうリスクを孕んでいると考え、読者の予想外を突いたり、あえて評判を知った上で裏切るというパターンを取ることがあるという。その一例として、浜面仕上が当初の待遇から主人公の1人として扱われるようになったのもそれを意識した。

### 影響を受けた作品
夜9時ごろに放送されるような映画番組をよく視聴し、少し古めのハリウッドアクション映画を好んでいる。特に『ターミネーターシリーズ』、『ランボーシリーズ』、『ダイ・ハードシリーズ』の3作品を最も影響を受けた映画だと挙げ、「絶対に倒せない敵」と印象付ける巧みな演出、強大な敵に逆転勝利する構図、ついてない男が追い詰められて1人で戦う話など、いくつかの要素を参考にしており、自身の作風にも多分に影響している。また、科学とオカルトが交差する『禁書目録』の作風については『Xファイル』から影響を受けた。

### 仕事
趣味は「仕事（小説を書くこと）」というほど非常に仕事好き。休日でも原稿の執筆やプロットの作成や資料探しをすることが多く、仕事以外の私的な小説を趣味で執筆するほど。
後述のように執筆のペースが早いと評されるが、鎌池自身は特に速筆だとは感じていない。鎌池によれば、普段から思い付いたアイデアや今すぐには採用できないネタ、枝分かれしたエピソードなどをパソコンのテキストで保存して大量にストックしており、それらをいくつも組み合わせて1本の話としてまとめたりといった手法を取ることがあるため、それで見た目が速く感じるだけだという。執筆に充てる時間も1日5、6時間と言う。

### 執筆に関するエピソード
執筆ペースが早く、『とある魔術の禁書目録』はデビュー以来、1年に3ないし4冊ほどのペースで刊行されている（既刊一覧を参照）。時には編集のチェックが追いつかないこともあり、周囲からは「人間業とは思えない」と言われる。 「どうしてそんなに書けるんですか？」との問いに対し、鎌池は「（原稿を）書いてないと、墜落するんですよ。飛行機みたいに」と答えたという。
鎌池に関する噂や伝説は「鎌池和馬伝説」と呼ばれることがある。以下はその例（実話のみ記載）。
- 『禁書目録』第2巻はわずか17日間で完成させた[注 3]。なお、イラストのはいむらによれば、第2巻の作業のために設定資料を受け取ったところ、編集の手違いで第3巻のプロットが一緒に付いていたという[18]。
- 禁書目録第5巻の発売前に第6巻の執筆をほぼ終え、さらに第9巻までのプロットが完成していた[19]。
- 毎回必ず本文と共にあとがきの原稿も上げている。あとがきを書くのはいつも時間ギリギリだという竹宮は「なんと、異次元…」と驚愕した[3][注 4]。
- 小説の執筆のみならず、原案担当の『とある科学の超電磁砲』においても原案プロットの提出が早い[20]。
- 小説の執筆や漫画の原案プロットに加え、特典小説のSSやゲームの原案シナリオなど複数の仕事を同時に並行作業でこなすこともある[16]が、それでも刊行ペースは一定のままである。
- 2009年4月ころ、『ヘヴィーオブジェクト』のあらすじを担当編集の三木に口頭で伝え、「それはアリですね、もし書けたらぜひやりましょう」と返答を受けた後、打ち合わせやプロットなどの手順を5段階ほどすっ飛ばし、第1巻の原稿をいきなり書き上げて三木を驚愕させた[21][22]。
- 三木によれば、『ヘヴィーオブジェクト』の第2巻について「書いてもいいですか？」と聞かれ、「いいですよ」と答えた数日後にいきなり来たメールをプロットだと思って印刷すると、数百枚に及ぶ原稿だったという[22]。
- 締め切りをまったく切っていない原稿や打ち合わせ前の次回の原稿を書き上げ、持って来ることも多い[23][24][25]。
- 三木が雑誌企画用のオリジナルショートストーリーを依頼したところ、完成した原稿と一緒に締切を切ってない長編を持っていった[26]。
- ノロウイルスにかかりながらも執筆し続けた[17]。
- 三木との禁書目録3巻の打ち合わせ時、「全部頭の中に入ってるんで」と言って、手元に原稿が無い状態で、行数単位で正確に記憶した内容を元に打ち合わせを行った。三木はこのエピソードが今までで最も印象に残っているという[17]。
- 執筆の息抜きは別の原稿の執筆[17]。
- アニメの脚本会議、アフレコには病気以外では必ず参加し、オリジナルエピソードは基本原案を全て書いている[17]。
- アニメのパッケージ特典の小説は、アニメシリーズ毎に必ず書き下ろしている。その量は、常に電撃文庫2冊分はある[17]。
- 自主ボツや発売延期などでお蔵入りになった原稿がかなり存在する。それをまとめると、電撃文庫の本が5冊はできる[17]。
- 多いときで、コミカライズ7本の同時連載の監修を行う[17]。
- スクウェア・エニックス社のスマートフォンゲーム『拡散性ミリオンアーサー』のメインシナリオをすべて執筆していて、各カードキャラの設定もすべて監修している。『乖離性ミリオンアーサー』も同様[17]。
- 三木が雑誌企画用のショートストーリーを1本依頼したら、締め切り前に「10本くらい書いたのでどれか選んでください」と持ってきた[17]。
- 2014年末から毎月新刊を刊行しているのに、2015年10月時点ではあと1年分くらいの原稿ストックがある[17]。

### 関係者からの評価
伏見つかさは鎌池の印象について、「自分の作品への愛情と仕事への熱意の維持をどちらも高いレベルで実現している」「この人の真似をすることはできないし、真似をしようとしてはならない。今も昔も、この先もずっと敵わない」と語り、「理想の作家像のひとつ」と絶賛している。
成田良悟は「外連味やはったりなど読者を惹き付ける魅力を作家としての攻撃力、設定を固めツッコミ所や隙をなくして生み出す面白さを作家としての防御力」という前提を挙げたうえで、鎌池について「攻撃力252で防御力0、高い素の防御力のみで防具を付けずとにかく攻撃力に尖ったパラメータ」と評している。
安藤武博と岩野弘明は鎌池について「キャラクターが飛び抜けて魅力的」「キャラ作りの天才」だと語り、ライトノベル作家にもかかわらずゲーム制作の場にも抵抗なく柔軟に参加してきたのが印象的だったという。

## 作品リスト

### 小説

#### 長編作品
- とある魔術の禁書目録（『電撃文庫』、イラスト：灰村キヨタカ[注 5]、既刊65巻〈本編60巻・短編集5巻〉）
SF・ファンタジーの世界観を舞台にしたバトルアクション作品。2004年4月より刊行中。シリーズの長期化にともないナンバリングが2度リセットされており、2011年3月から2019年7月までは『新約 とある魔術の禁書目録』、2020年2月からは『創約 とある魔術の禁書目録』と改題したうえで刊行されている。『新約』『創約』いずれも前巻から連続する内容であり、リメイクなどではない。
- ヘヴィーオブジェクト（『電撃文庫』、イラスト：凪良、全20巻）
超兵器が主役となった未来の戦争を描くSFアクション作品。2009年10月から2021年10月まで刊行[29]。
- インテリビレッジの座敷童（『電撃文庫』、イラスト：真早、全9巻）
テクノビレッジの座敷童の長編文庫化作品[注 6]。ハイテク化した特殊な田舎を舞台にしたオカルトコメディ作品。2012年5月[30]から2015年12月まで刊行。
- 簡単なシリーズ（『電撃文庫』、イラスト：はいむらきよたか・葛西心、既刊2巻）
オムニバスの短篇集的な形式の作品。読者参加型としての要素が含まれている。
- ヴァルトラウテさんの婚活事情[31]（『電撃文庫』、イラスト：凪良、単巻）
『電撃文庫MAGAZINE』でVol.24 - Vol.26に連載された同タイトル作品。単なる連載の単行本化ではなく、連載を踏まえた続編となる[32]。
- 未踏召喚://ブラッドサイン（『電撃文庫』、イラスト：依河和希、全10巻）
召喚術を題材とした作品。2014年9月から2019年6月まで刊行。
- とある魔術のヘヴィーな座敷童が簡単な殺人妃の婚活事情（『電撃文庫』、イラスト：はいむらきよたか・凪良・真早・葛西心・依河和希・烏丸渡・犬江しんすけ・朝倉亮介・たいしょう田中・原つもい・かまた、単巻）
『とある魔術の禁書目録』や『ヘヴィーオブジェクト』など、本作の時点で執筆している複数作品からキャラクターたちが登場するクロスオーバー作品。2015年2月発売[33]。
- 最強をこじらせたレベルカンスト剣聖女ベアトリーチェの弱点 その名は「ぶーぶー」（『電撃文庫』、イラスト：真早、全7巻）
異世界ファンタジーを題材にした作品。2016年3月[34]から2019年4月まで刊行。
- マギステルス・バッドトリップ（『電撃の新文芸』、イラスト：真早、全3巻）
小説投稿サイトカクヨムにて投稿されているweb連載小説。2019年1月創刊の「電撃の新文芸」の創刊ラインナップ。
- 魔導ハッカー〉〉暴け、魔法の脆弱性を（『LINE文庫エッジ』、イラスト：HIMA、既刊2巻）
LINE文庫エッジの創刊ラインナップとして2019年8月より刊行。
- アポカリプス・ウィッチ 飽食時代の【最強】たちへ（『電撃文庫』、イラスト：Mika Pikazo、全5巻）
魔法学園の生徒を主役とした復讐劇。2019年9月よりから2022年7月まで刊行。
- 美少女くノ一ちゃん達がせんせーのヒミツを覗いてみた結果（『LINE文庫エッジ』、イラスト：タジマ粒子、既刊2巻）
忍者を題材とした作品。LINEノベルにて連載中。
- 神角技巧と11人の破壊者（『電撃文庫』、イラスト：田畑壽之、キャラクターデザイン：はいむらきよたか・田畑壽之、全3巻）
ゲームアプリのノベライズ。2021年1月から同年3月まで刊行。
- 使える魔法は一つしかないけれど、これでクール可愛いダークエルフとイチャイチャできるならどう考えても勝ち組だと思う（『電撃文庫』、イラスト：真早、既刊1巻）
ダークエルフを題材としたファンタジー作品。2021年7月より刊行。
- とある科学の超電磁砲(『電撃文庫』イラスト：はいむらきよたか・冬川基・近木野中哉・山路新・乃木康仁・舘津テト・如月南極、全1巻)
15周年を記念して2022年6月より刊行。
- 赤点魔女に異世界最強の個別指導を!（『電撃文庫』、イラスト：あろあ、既刊3巻）
魔法学校を題材としたファンタジー作品。2023年10月より刊行。
- とある暗部の少女共棲(『電撃文庫』、イラスト：ニリツ、既刊3巻)
麦野沈利率いる暗部組織『アイテム』を主役とした作品。2023年3月より刊行。

#### 連載
- ヴァルトラウテさんの婚活事情
北欧神話を題材としたラブコメ作品。イラスト担当は凪良。『電撃文庫MAGAZINE』Vol.24 - Vol.26に連載。
- 俺にはもうNとファンタジーの定義が見えない
「電撃☆N高校」特別企画にて『電撃文庫MAGAZINE』Vol.49-50に掲載された書き下ろし短編。イラスト担当は依河和希。続編である俺にはもうNと生徒会活動の定義が見えないも『電撃文庫MAGAZINE』Vol.54にて掲載された。

#### 短編掲載
- 殺人妃とディープエンド
『電撃h』収録。書籍化などはされていないが、後に電子書籍として配信。
- 殺人器とネバーエンド
『電撃hp Vol.37 (ISBN 978-4-8402-3159-6)』収録。書籍化などはされていないが、後に電子書籍として配信。

#### その他
一番くじ限定 電撃鎌池和馬10周年文庫
- 10周年を記念して2014年11月29日より開始した一番くじのS賞。今までの雑誌に掲載された短編や、ゲームの付録短編など、文庫未収録作品がまとめられている。

- とある魔術のヘヴィーな座敷童が簡単な殺人妃の婚活事情（一部先行掲載）
- 俺の"みこうとが"こんなに暴れるわけがない
- 蛇足、またはとある事件の終末（とある科学の超電磁砲）
- 砂まみれのショートプログラム >>第二次オセアニア争奪戦（ヘヴィーオブジェクト）
- 殺人妃とディープエンド
- 殺人器とネバーエンド
- 謎のその先に
- とある放浪の幻想殺し（とある魔術の禁書目録）

- 吸血鬼の姉とゾンビの妹シリーズ
鎌池和馬OFFICIAL WEBSITEにてWeb掲載された書き下ろし小説。イラスト担当は真早。2020年4月現在、全9話分が無料公開中。

### 漫画原作
- とある科学の超電磁砲（『月刊コミック電撃大王』、キャラクターデザイン：灰村キヨタカ（はいむらきよたか）、作画：冬川基、既刊19巻）
『とある魔術の禁書目録』シリーズにおけるヒロインの1人である御坂美琴を主人公にした同作のスピンオフ作品。2007年4月より連載中。
- とある科学の一方通行（『月刊コミック電撃大王』、キャラクターデザイン：灰村キヨタカ（はいむらきよたか）・山路新、作画：山路新、全12巻）
『とある魔術の禁書目録』シリーズにおける主人公格の1人である一方通行を主人公にした同作のスピンオフ作品。2013年12月から2020年7月まで連載された。
- とある科学の心理掌握（『コミックNewtype』、キャラクターデザイン：灰村キヨタカ（はいむらきよたか）、作画：乃木康仁、既刊4巻）
『とある魔術の禁書目録』シリーズにおけるヒロインの1人である食蜂操祈を主人公にした同作のスピンオフ作品。2021年7月より連載中。
- 無双の熟年ヒットマンは、娘たちと静かに暮らしたい（『HykeComic』・『LINEマンガ』、作画：hagihara）

### ゲームシナリオ
- とある魔術の禁書目録
2011年1月27日に発売された3D対戦型アクションゲーム。アスキー・メディアワークス、角川ゲームスから発売された。
- とある科学の超電磁砲
2011年12月8日に発売されたアドベンチャーゲーム。
- 拡散性ミリオンアーサー
100万人のアーサー王の物語を描くカードバトルRPG。2012年4月9日に配信され、価格は無料（一部課金コンテンツあり）。なお、シナリオだけでなく、世界観設定やキャラクターの性格設定なども手掛けている[28]。
- とある魔術の禁書目録 頂点決戦
2012年12月14日に配信開始したソーシャルカードバトルゲーム。
- とある魔術と科学の群奏活劇
2013年2月21日に発売された禁書目録と超電磁砲の2作を題材にしたアドベンチャーゲーム。時系列上は発売日の翌々日に公開された『劇場版 とある魔術の禁書目録 -エンデュミオンの奇蹟-』の前日譚であり、魔術サイドと科学サイドの、それぞれの表と裏を描いた4つのストーリーで展開される。
- 唯一性ミリオンアーサー
『拡散性ミリオンアーサー』の世界観を踏襲しつつ、外敵の大陸への侵攻を目指した一人のアーサー王と美しき女騎士4人による物語を描いたハーレムRPG。2013年7月25日に配信され、価格は無料（一部課金コンテンツあり）。シナリオには監修協力として参加している。
- 乖離性ミリオンアーサー
『拡散性ミリオンアーサー』の正統進化タイトルとしてリリースされたキャラクターコマンドRPG。2014年11月19日に配信され、価格は無料（一部課金コンテンツあり）。なお、前作同様にシナリオだけでなく、世界観設定やキャラクターの性格設定なども手掛けている[35]。
- 電脳戦機バーチャロン×とある魔術の禁書目録 とある魔術の電脳戦機
同名タイトルとして発売された小説『とある魔術の電脳戦機』のゲーム化としてセガゲームスからPlayStation 4ならびにPlayStation Vita用ゲームソフトとして[36]2018年2月15日[37]に発売。

### アニメ原案
- とある科学の超電磁砲
同名原作のアニメ作品。全24話の脚本監修を手掛けた[38]。ただし、公式にはクレジットされていない。

- ヘヴィーオブジェクト
同名原作のアニメ作品。アニメオリジナルシーンに登場するオブジェクトの設定監修[39]、アニメオリジナルエピソードの原案を担当した[40][41]。

### その他の作品

#### トリビュート・コラボレーション企画
- 謎のその先に
『電撃hp SPECIAL 2005 SPRING』収録。
- 撲殺天使ドクロちゃんです
(ISBN 4-8402-3443-4)

- 討滅の獄
漫画『灼眼のシャナ』2巻 初回限定版 (ISBN 978-4-8402-3496-2) 付録冊子「GRIMOIRE」収録。

- テクノビレッジの座敷童
電撃イラスト大賞受賞者と電撃文庫作家のコラボレーション企画『illust×story』第3回として発表された短編作品。イラストは第17回金賞受賞者である真早。『電撃文庫MAGAZINE』Vol.22に掲載された。
- ゲームセラピーver.3.0.99
電撃イラスト大賞受賞者と電撃文庫作家のコラボレーション企画『illust×story』第22回として発表された短編作品。イラストは第20回金賞受賞者であるkeepout。『電撃文庫MAGAZINE』Vol.41に掲載された。
- とある魔術の電脳戦機(バーチャロン)
『電脳戦機バーチャロン』シリーズとのコラボレーション作品。2016年3月10日に企画中であることが発表され[42]、2016年5月10日に刊行。イラスト担当はカトキハジメ。キャラクターデザインははいむらきよたか、カトキハジメ、竹。
- 学園都市、第三七機動整備大隊、グランズニールの！　全部載せ『ワールド』ツアー!!
鎌池和馬OFFICIAL WEBSITEにてWeb掲載された書き下ろし作品。とある魔術の禁書目録、ヘヴィーオブジェクト、最強をこじらせたレベルカンスト剣聖女ベアトリーチェの弱点のコラボ企画。同サイトに全章公開中[43][44][45][46][47][48]。
- 上条さんも馬鹿二人も陣内忍も灰色の豚も『フリーダム』のアワード903も、はい注目！ ……寝たらみんな死ぬぞ、ただし寒さ以外で☆
最強をこじらせたレベルカンスト剣聖女ベアトリーチェの弱点 その名は「ぶーぶー」第3巻の購入者特典。様々な作品のキャラクターが大集結するクロスオーバー小説。
- 合コンやってみました。ただしオールスターで世界の危機ではあるけども。
鎌池和馬OFFICIAL WEBSITEにてWeb掲載された書き下ろし作品。
- 出口はこちらになります
電撃イラスト大賞受賞者と電撃文庫作家のコラボレーション企画『illust×story』第35回として発表された短編作品。イラストは第23回銀賞受賞者である羽々斬。『電撃文庫MAGAZINE』Vol.55に掲載された。

#### 未発表
- シュレディンガーの街
第9回電撃ゲーム小説大賞投稿作品。